# Runsten, Haninge kommun
Runsten är en bebyggelse i sydvästra delen av Haninge kommun sydost om Runstens gård. Bebyggelsen klassades vid avgränsningen 2020 som en separat småort och 2023 som en tätort som då benämndes Runsten.